# Girolamo Maria Gotti
Pour les articles homonymes, voir Gotti (homonymie).
Girolamo Maria Gotti (né Antonio Maria Gotti le 29 mars 1834 à Gênes et mort le 19 mars 1916 à Rome) est un cardinal italien de la fin du XIXe siècle et du début du XXe siècle. Il fut maître général de l'ordre des Carmes déchaux.

## Biographie
Il entre chez les Carmes déchaux en 1850 et prend le nom de Girolamo Maria dell'Immacolata (Jérôme-Marie de l'Immaculée-Conception). Il se spécialise en théologie et représente son ordre en tant que théologien au Concile Vatican I. Il devient maître général des Carmes déchaux.
Girolamo Maria Gotti exerce diverses fonctions au sein de la Curie romaine, notamment auprès de la Congrégation des évêques. Il est nommé archevêque titulaire de Petra en 1892 et est nommé internonce apostolique au Brésil (en) jusqu'en 1896.
Le pape Léon XIII le crée cardinal au consistoire du 29 novembre 1895. Le cardinal Gotti est préfet de la Congrégation des indulgences et des reliques et camerlingue du Sacré Collège en 1896-1897. Le cardinal Gotti est encore préfet de la Congrégation des évêques et préfet de la Congrégation pour la Propaganda Fide. Il participe au conclave de 1903, à l'issue duquel Pie X est élu pape. Il est considéré alors comme un élément de conjonction entre le pontificat de Léon XIII et celui de saint Pie X, dont il approuve la ligne avec zèle. Il participe au conclave de 1914 (élection de Benoît XV). Il donne son nihil obstat pour la fondation de la société de Maryknoll en 1911.

## Succession apostolique
Girolamo Maria Gotti a ordonné les évêques suivants :
- Évêque José Lourenço da Costa Aguiar (pt) (1894)
- Évêque João Batista Correia Néri (pt) (1896)
- Évêque André-Marie-Elie Jarosseau, O.F.M.Cap. (1900)
- Archevêque Denis Steyaert, O.C.D. (1901)
- Évêque Alessandro Beniamino Zanecchia-Ginnetti, O.C.D. (1902)
- Archevêque François Désiré Jean Drure, O.C.D. (1902)
- Évêque Algernon Charles Stanley (pl) (1903)
- Archevêque Ismael Perdomo (es) (1903)
- Cardinal Filippo Camassei (1904)
- Évêque Armengol Coll y Armengol (it), C.M.F. (1904)
- Archevêque Raymund Netzhammer (de), O.S.B. (1905)
- Archevêque Rinaldo Camillo Rousset (it), O.C.D. (1906)
- Évêque Frederico Benício de Sousa Costa (pt), E.C.M.C. (1907)
- Archevêque Santino Maria da Silva Coutinho (pt) (1907)
- Archevêque Giovanni Beda Cardinale (it), O.S.B. (1907)
- Évêque Adéodat-Jean-Roch Wittner, O.F.M. (1907)
- Archevêque Antonio Augusto Intreccialagli, O.C.D. (1907)
- Archevêque Thomas Francis Kennedy (en) (1907)
- Évêque Amandus Bahlmann (de), O.F.M. (1908)
- Évêque Luigi Giacomo Baccini, O.F.M.Cap. (1908)
- Évêque Gabriel Émile Grison, S.C.I. (1908)
- Évêque Alexander MacDonald (en) (1909)
- Évêque Frederick Franz Linneborn (ru), C.S.C. (1909)
- Évêque John Patrick Farrelly (en) (1909)
- Archevêque Giovanni Antonio Zucchetti, O.F.M.Cap. (1910)
- Évêque Fulgentius Antonio Torres, O.S.B. (1910)
- Archevêque Anselm Edward John Kenealy (de), O.F.M.Cap. (1911)
- Évêque Pio Marcello Bagnoli, O.C.D. (1911)